# (1113) Katja
(1113) Katja ist ein Asteroid des Hauptgürtels, der am 15. August 1928 von der russischen Astronomin Pelageja Fjodorowna Schain am Krim-Observatorium in Simejis entdeckt wurde.
Der Asteroid wurde nach einem russischen weiblichen Vornamen benannt.